# Revolución (periódico de Los Ángeles)

Logotipo del periódico a partir del No. 4 con una tipografía semejante a la de Regeneración.

Revolución fue un periódico semanal publicado en Los Ángeles, California, durante el segundo semestre de 1907 y el primero de 1908.

## Historia

### Antecedentes
Fue editado por la Junta Organizadora del Partido Liberal Mexicano bajo el lema "Semanario Liberal", que procuraba continuar con la función periodística y organizativa que años atrás había venido realizando la Junta Organizadora a través de Regeneración el cual se había suspendido en 1906 tras la persecución política en San Luis, Misuri y los desastrosos resultados de la Revuelta del 16 de septiembre de 1906 la cual tenía como fin iniciar una revolución armada para derrocar el régimen de Porfirio Díaz.
En febrero de 1908, se ofrecía una recompensa de 25 000 dólares por la captura de Ricardo Flores Magón, 100 000 afiches con su fotografía habían sido distribuidos en todo Estados Unidos.

### Aparición
Pese al fracaso, el Partido Liberal Mexicano continuó la reorganización del movimiento armado, y volver a editar Regeneración era una de las tareas principales, sin embargo el nuevo periódico que apareció en Los Ángeles, California, el 1 de junio de 1907 llevaba el nombre de Revolución. Se publicaba en pequeño formato y aparecía semanalmente. A partir del número 4, el título de Revolución apareció con un dibujo tipográfico semejante al de Regeneración.
En un inicio participaron en su edición, Modesto Díaz como jefe de redacción, Enrique Flores Magón y Lázaro Gutiérrez de Lara, también colaboraron desde Los Ángeles; Manuel Sarabia y Práxedis G. Guerrero desde Douglas, Arizona; Librado Rivera, Antonio I. Villarreal y Ricardo Flores Magón colaboraban desde Sacramento, California. Las páginas de Revolución mostraban una postura más radical, respecto a la anterior época de Regeneración en Misuri. Además de los artículos redactados por militantes del PLM, en Revolución se publicaron varios artículos sobre Piotr Kropotkin, así como artículos del mismo autor traducidos al español.

### Persecución

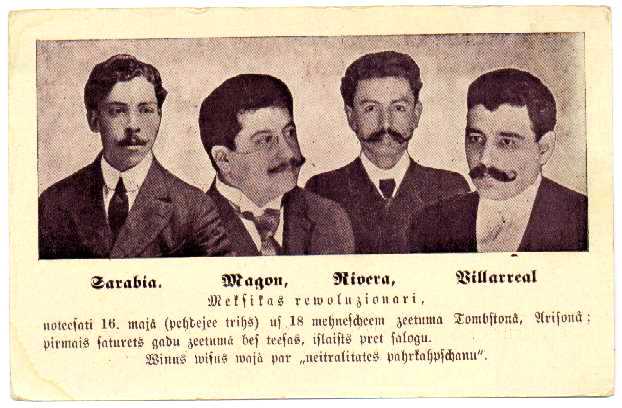
Postal de apoyo a los editores de Revolución presos en Tombstone, AZ.

En julio Ricardo Flores Magón se hizo cargo del periódico, pero entre el 23 y 27 de agosto de 1907, fue detenido por la policía, lo mismo que Villarreal y Rivera en Los Ángeles; así que Gutiérrez de Lara quedó a cargo de la publicación; sin embargo este también fue detenido en el 27 de septiembre; así, Manuel Sarabia quedó como editor y Práxedis Guerrero como jefe de redacción.
Ricardo Flores Magón, Librado Rivera y Antonio I. Villarreal fueron juzgados el 26 de septiembre por los cargos de 1) asesinato y robo cometido en México, 2) libelo criminal, 3) asesinato de un "hombre desconocido" en México y 4) violación de las leyes de neutralidad, con el agravante de "resistencia a la autoridad". Fueron declarados inocentes de los tres primeros cargos, pero culpables de violar las leyes de neutralidad y sentenciados a 18 meses de prisión, además de ser deportados a Tombstone, Arizona, donde se cometió el delito.
Thomas Furlong, del Servicio Secreto, responsable del arresto, durante el juicio admitió que el "trabajo" había sido solicitado por el gobierno de Porfirio Díaz.

### Desaparición
Manuel Sarabia fue detenido el 2 de enero de 1908, quedando Guerrero, Modesto Díaz y Enrique Flores Magón como responsables de la publicación del periódico. En mayo la imprenta de Revolución fue descubierta y destruida por agentes del Servicio Secreto. Y el semanario jamás volvió a ser editado. Los tres editores fueron acusados de libelo y encarcelados. Modesto Díaz murió en la cárcel, Guerrero y Flores Magón fueron liberados a los pocos días, y enseguida se incorporan a los preparativos de la Revuelta del 25 de junio de 1908. 

### Recuperación
En 1916 un grabado de Nicolás Reveles publicado en Regeneración en el que alude a la represión del gobierno estadounidense contra las publicaciones anarquistas (representadas por palomas) el ave que corresponde a Revolución yace muerta, mientras las otras alzan el vuelo tratando de escapar.
Se han identificado 49 números de los cuales 44 se han digitalizado y publicado a través del Archivo Electrónico Ricardo Flores Magón.